# Incilius nebulifer
Incilius nebulifer är en groddjursart som först beskrevs av Girard 1854.  Incilius nebulifer ingår i släktet Incilius och familjen paddor. IUCN kategoriserar arten globalt som livskraftig. Inga underarter finns listade i Catalogue of Life.